# Công viên Kalwaria Zebrzydowska
Công viên Kalwaria Zebrzydowska là một quần thể công viên kiến trúc trường phái kiểu cách, công viên hành hương được xây dựng vào thế kỷ 17 sau phong trào Cải cách Công giáo diễn ra vào cuối thế kỷ 16, tạo ra sự hưng thịnh trong việc thiết lập các Đồi Sọ ở châu Âu. Công viên này nằm gần thị trấn Kalwaria Zebrzydowska theo tên của công viên. Năm 1999, công viên trở thành một di sản thế giới được UNESCO công nhận, một Di tích Lịch sử Quốc gia Ba Lan được xếp hạng vào ngày 17 tháng 11 năm 2000 và được quản lý bởi Ủy ban Di sản Quốc gia Ba Lan.

## Lịch sử
Kalwaria Zebrzydowska được thành lập vào năm 1600 bởi Mikołaj Zebrzydowski, tỉnh trưởng của Kraków dành cho các tu sĩ dòng Phan Sinh (người chăm sóc Mộ Thánh ở Jerusalem). Nó được mô hình hóa trên bản đồ Jerusalem của Christian Kruik van Adrichem vào năm 1594.

## Cấu trúc
- Vương cung thánh đường Thánh Mary: Được thành lập bởi Mikołaj Zebrzydowski cho tu sĩ Phan Sinh. Nhà thờ được thiết kế bởi Giovanni Maria Bernardoni và quá trình xây dựng được thực hiện từ giữa 1603-1609 bởi Paul Baudarth, một kiến trúc sư và thợ kim hoàn từ Antwerp.[2]
- Nhà nguyện Ecce Homo được xây dựng từ 1605-1609 bởi Paul Baudarth. Hầm được trang trí với đồ trang trí bằng vữa theo phong cách kiến trúc và điêu khắc trường phái kiểu cách tại Ba Lan.[3]
- Nhà nguyện Chúa đóng đinh: là cấu trúc đầu tiên được xây dựng bởi Mikołaj Zebrzydowski ở Kalwaria và là công trình khởi đầu của toàn bộ quần thể.[4] Nó được xây dựng khoảng từ năm 1600-1601.
- Nhà nguyện Trái tim của Maria được xây dựng năm 1615 bởi Paul Baudarth theo hình ảnh của một quả tim. Nhà nguyện tưởng nhớ cuộc gặp gỡ của Chúa Giêsu với Đức Mẹ Maria trên đường đến Đàng Thánh Giá.[5]
- Nhà thờ Sự hy sinh của Đức Mẹ Đồng Trinh được xây dựng từ 1615-1642 theo trường phái kiểu cách. Đây là một trong những công trình lớn nhất tại công viên.

## Hình ảnh

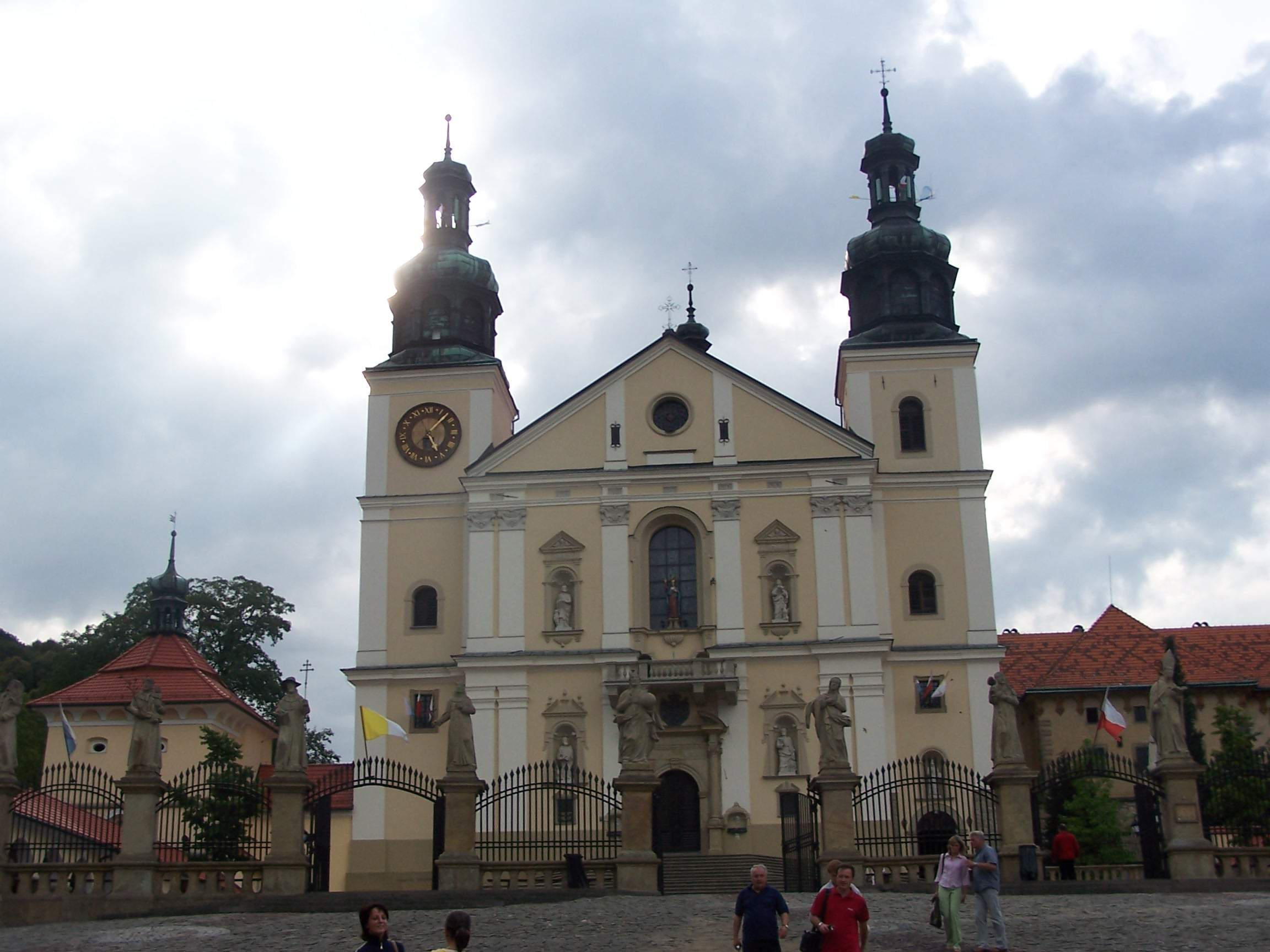
Mặt tiền của Vương cung thánh đường Thánh Maria
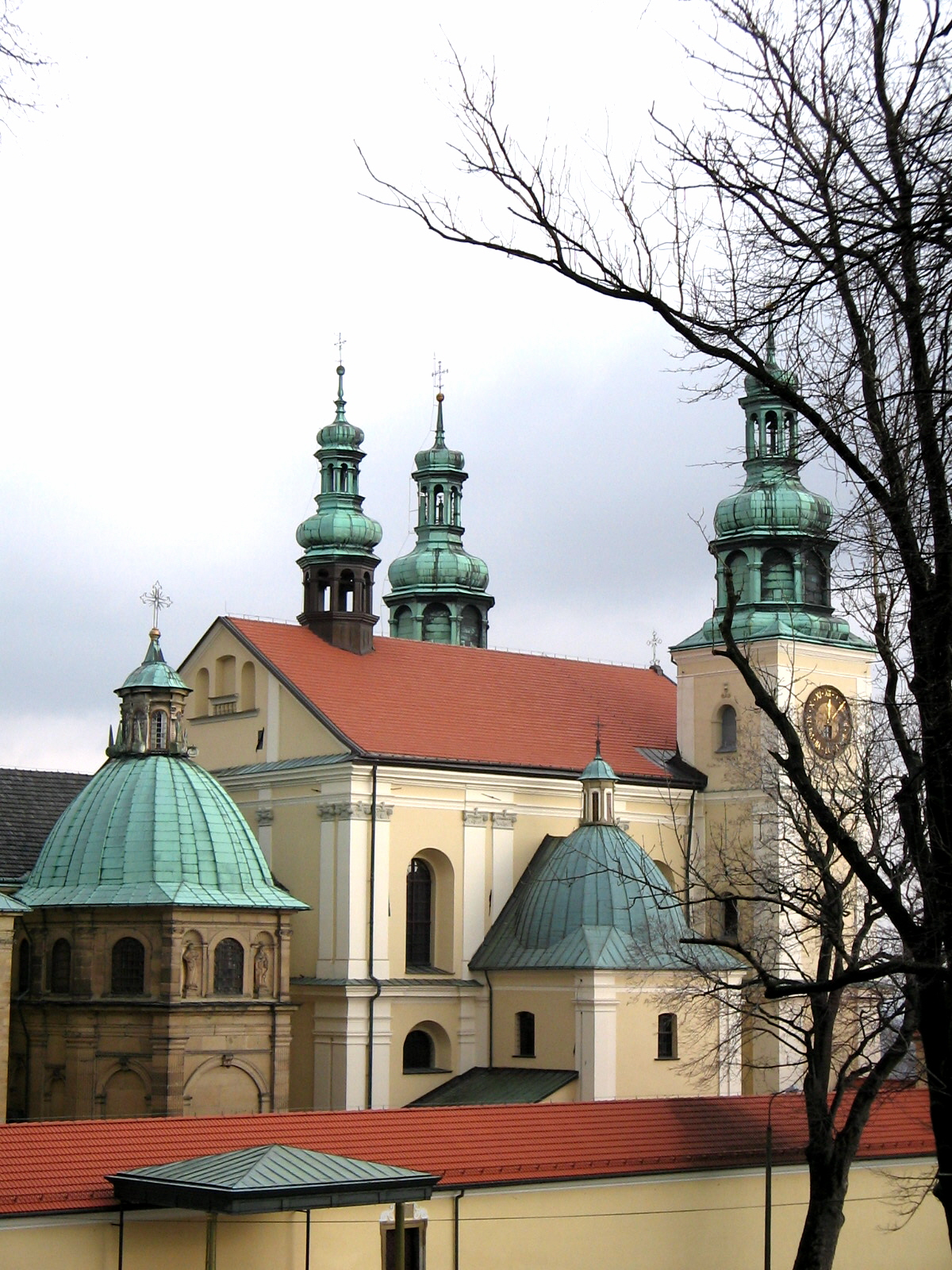
Phía sau của Vương cung thánh đường
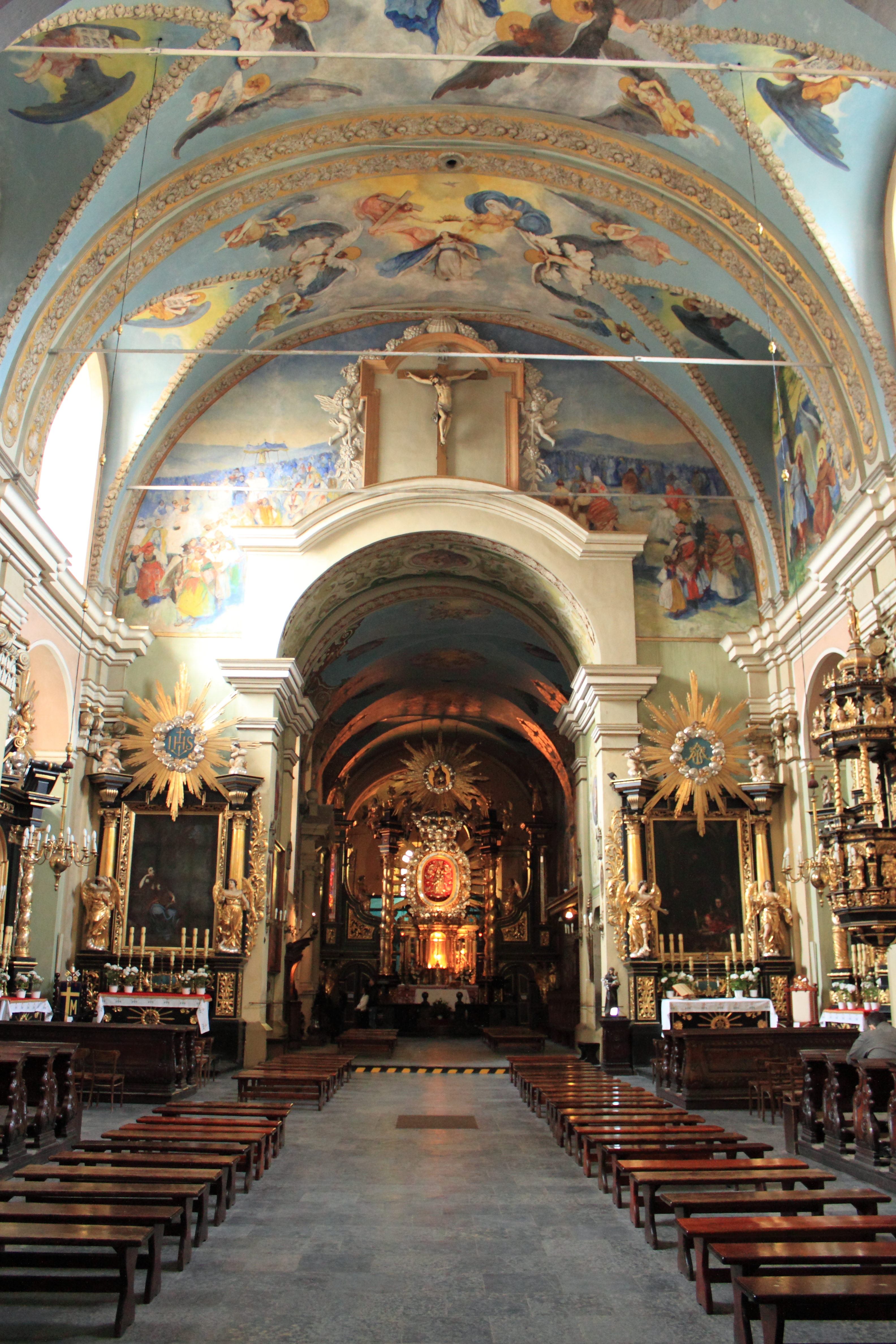
Bên trong vương cung thánh đường
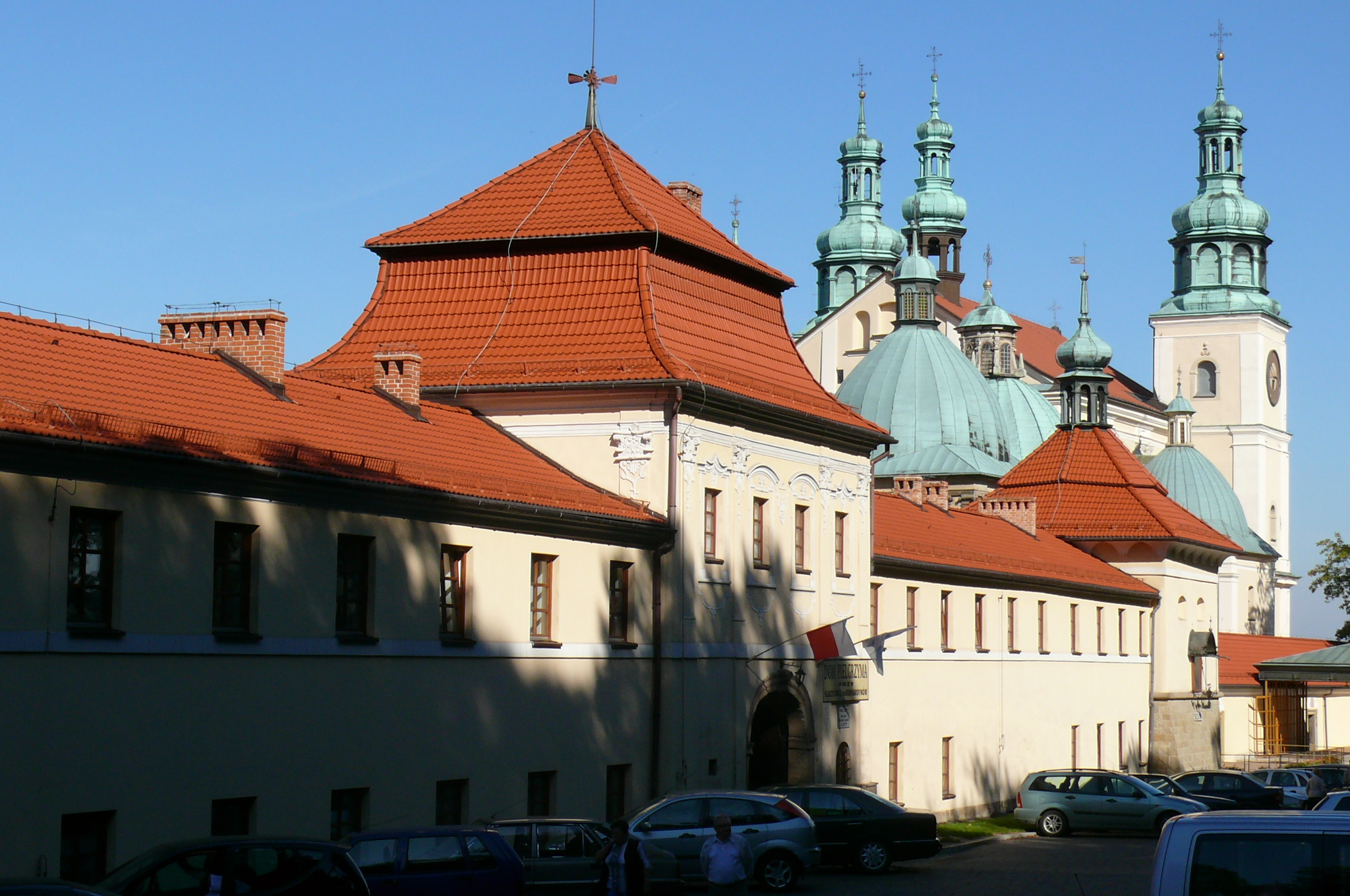
Tu viện
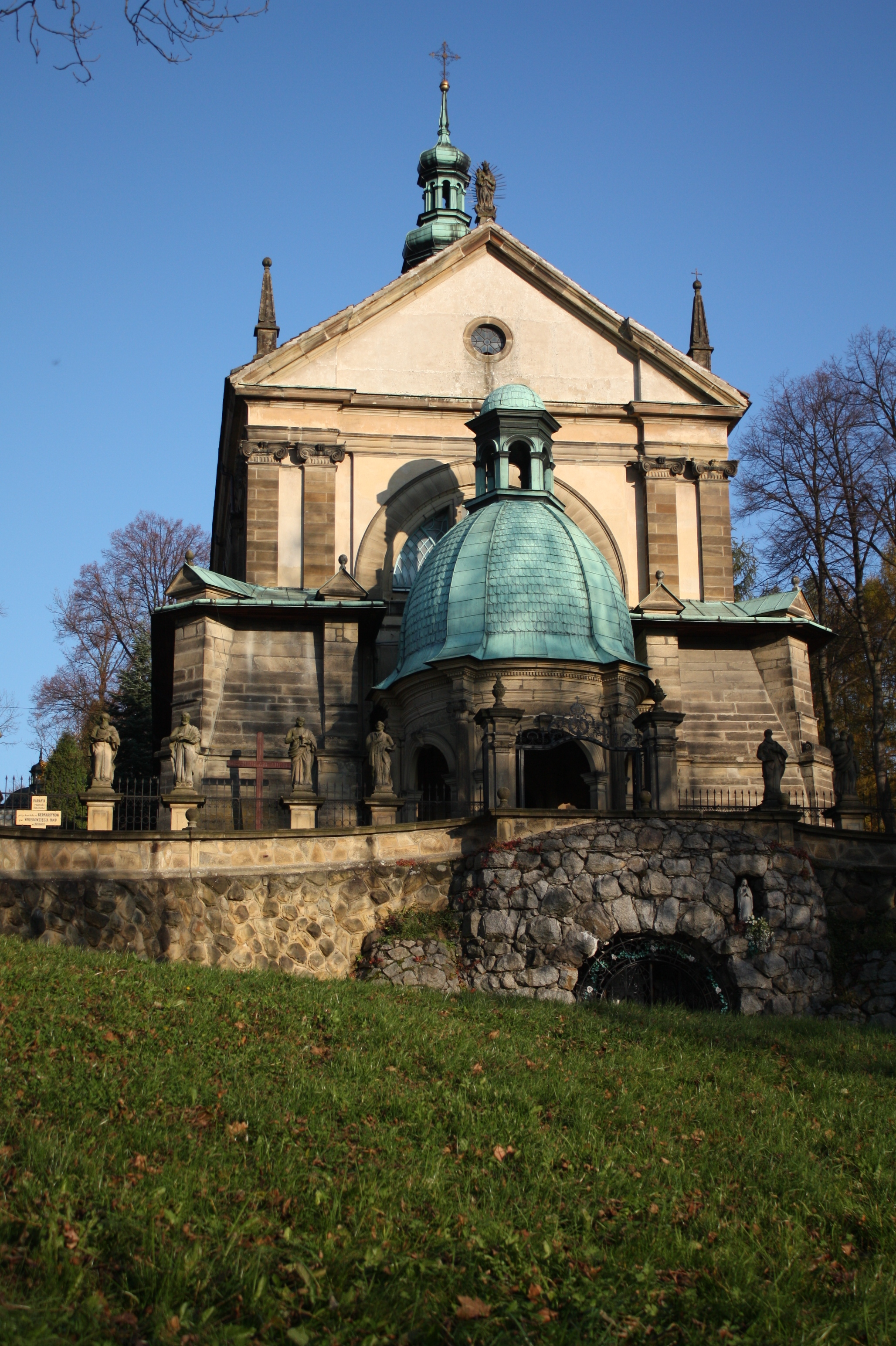
Nhà thờ Sự hy sinh của Đức Mẹ Đồng Trinh
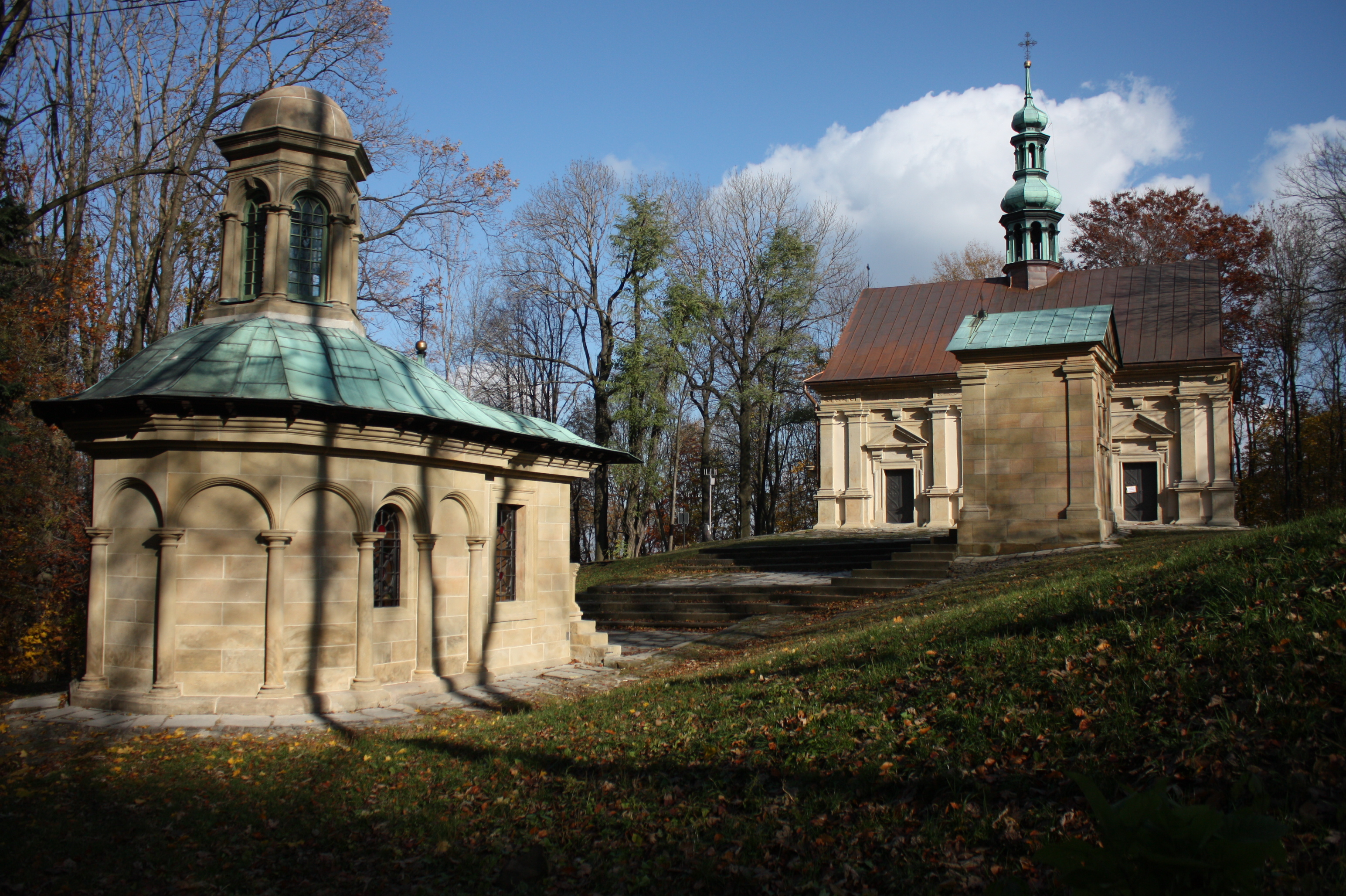
Các nhà nguyện Chúa Đóng đinh, Lắng đọng và Nhập thể
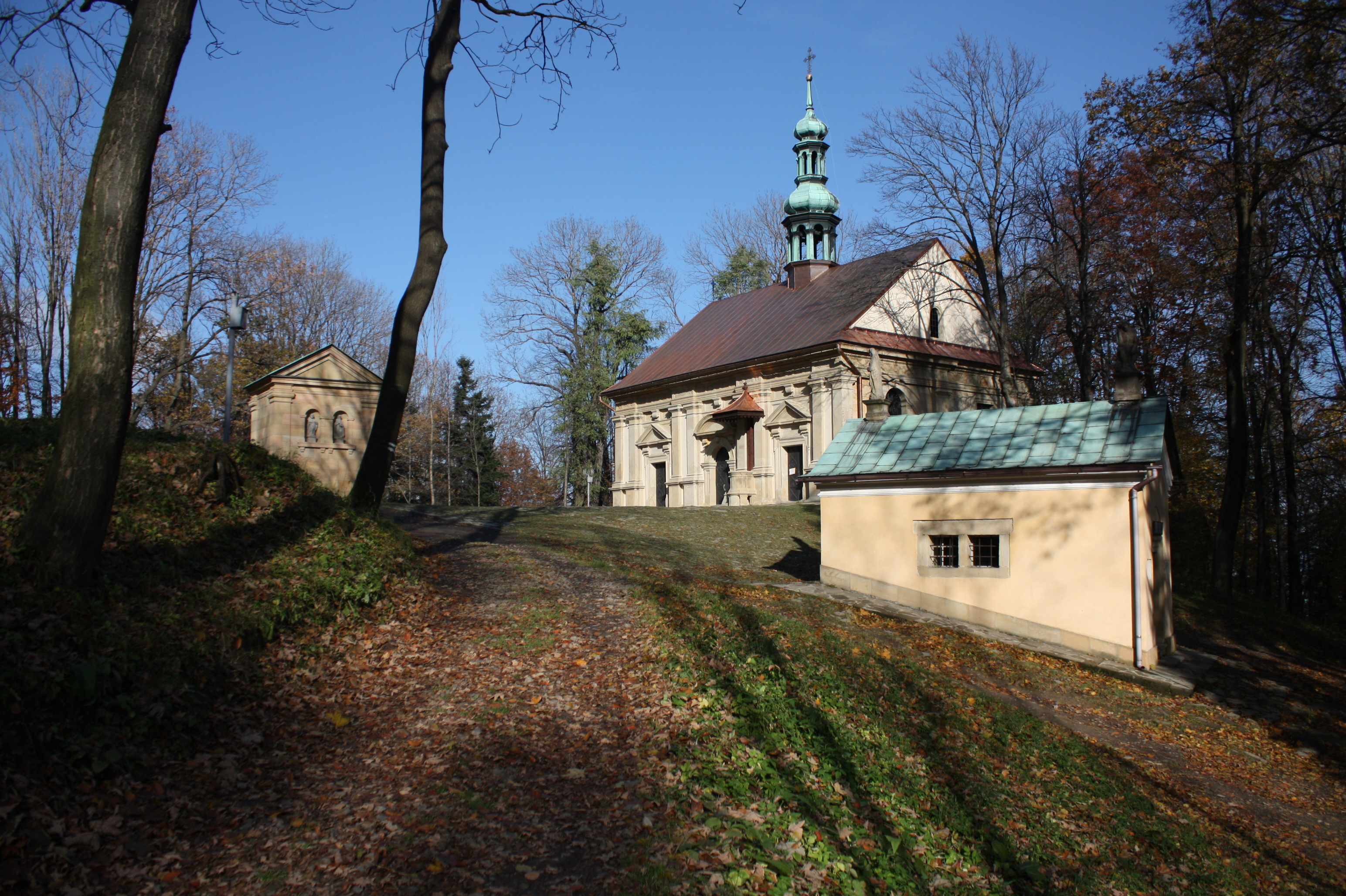
Nhà nguyện đóng đinh và sự thoát y của Chúa Kitô
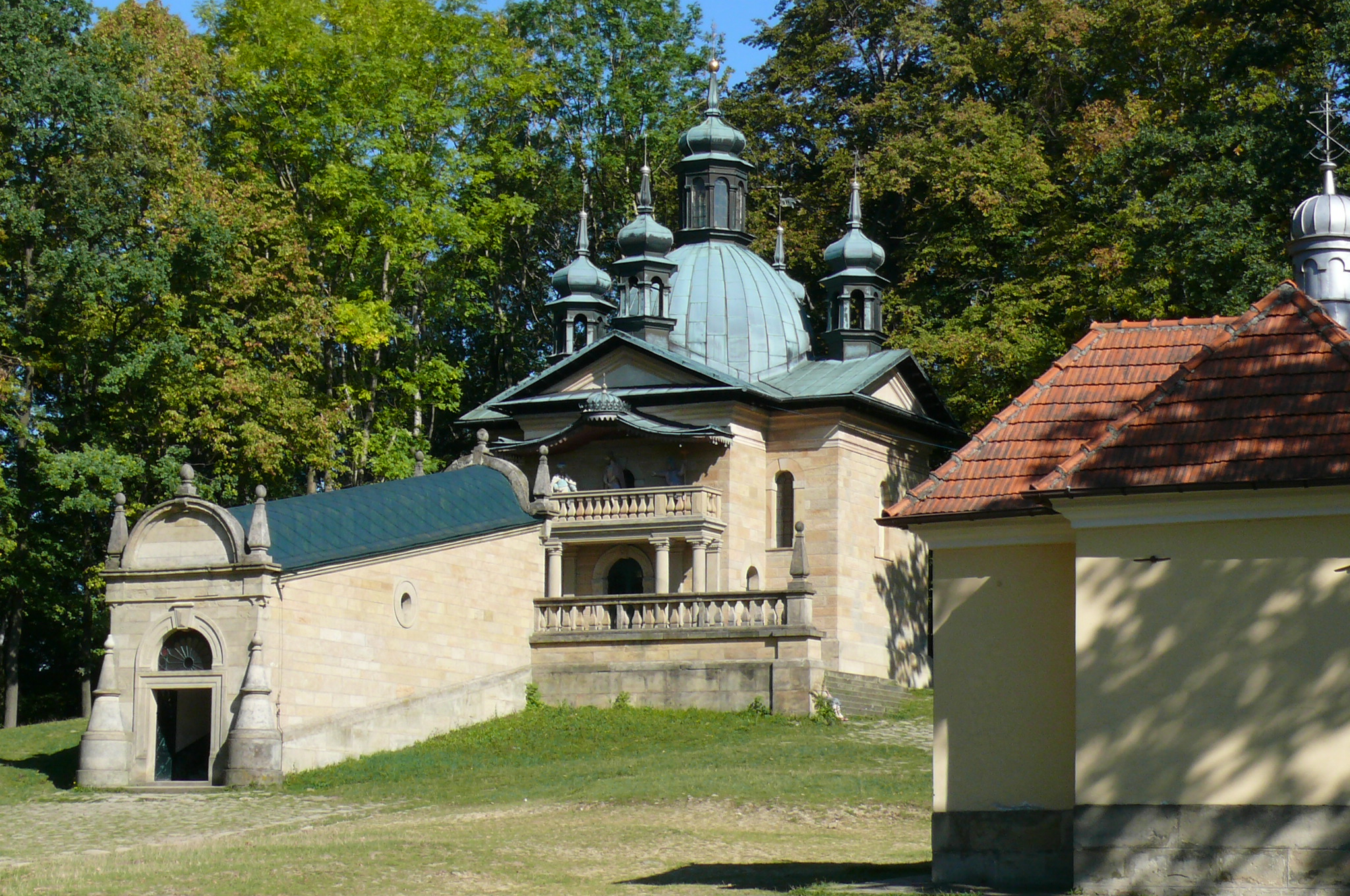
Nhà nguyện Ecce Homo
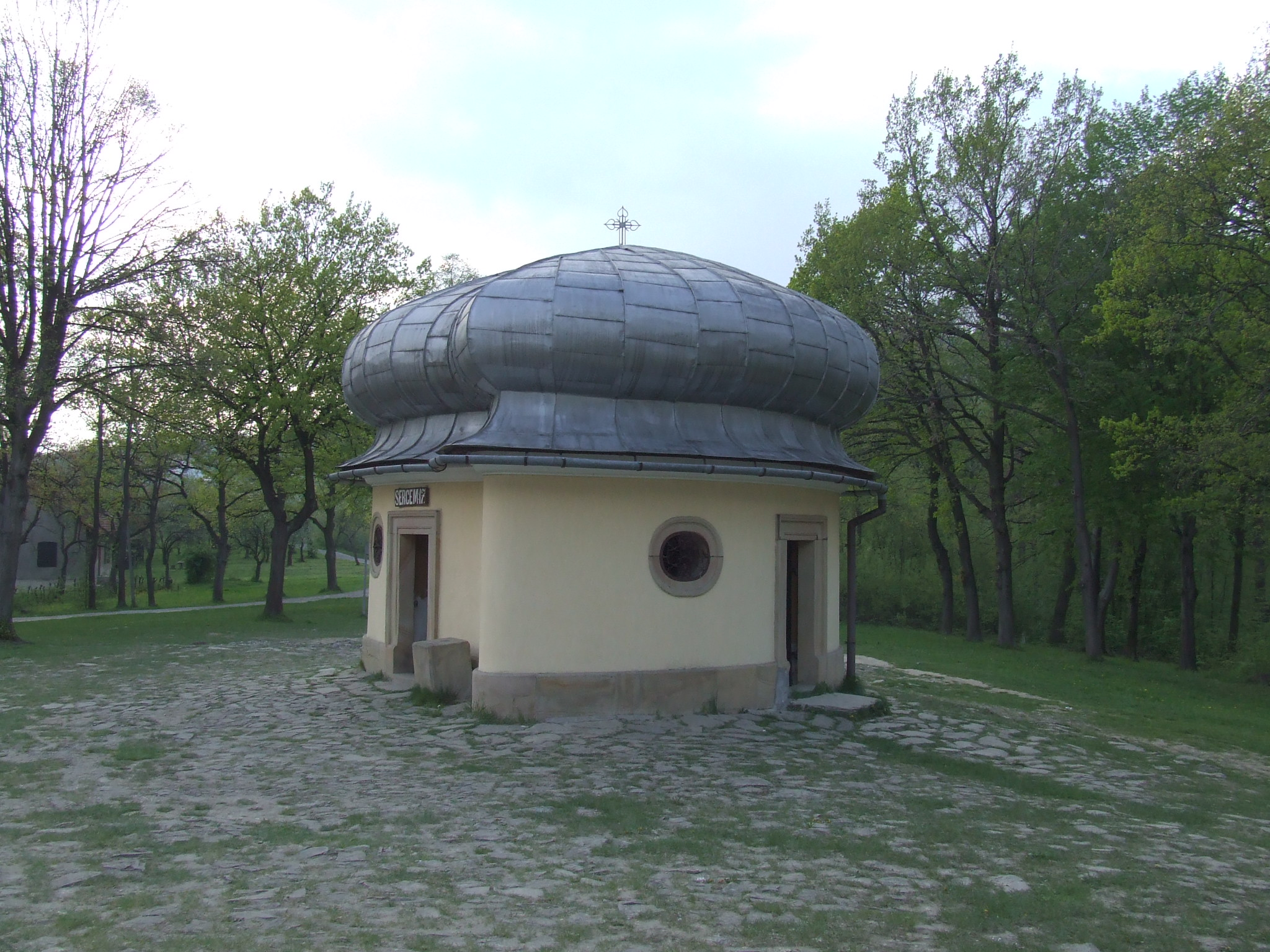
Nhà nguyện Trái tim của Đức Mẹ
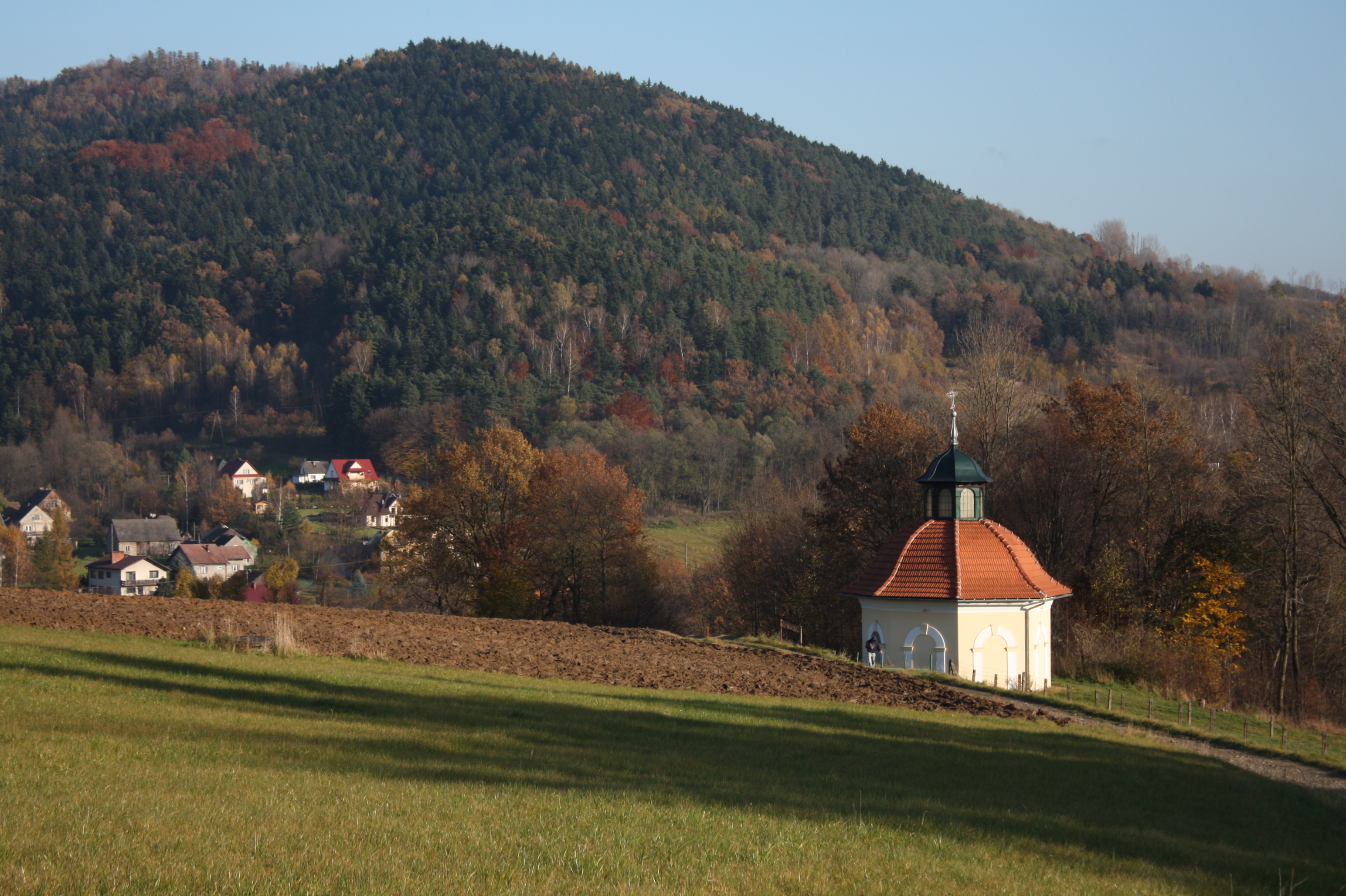
Xung quanh và một trong những nhà nguyện